# Regimento de Norrbotten
O  Regimento de Norrbotten - em sueco  Norrbottens regemente  - também designado pela sigla  I 19  , é uma unidade de carros de combate do Exército da Suécia estacionada na cidade de Boden, com destacamentos em Arvidsjaur, Kiruna, Umeå, Härnösand e Östersund.

## Organização

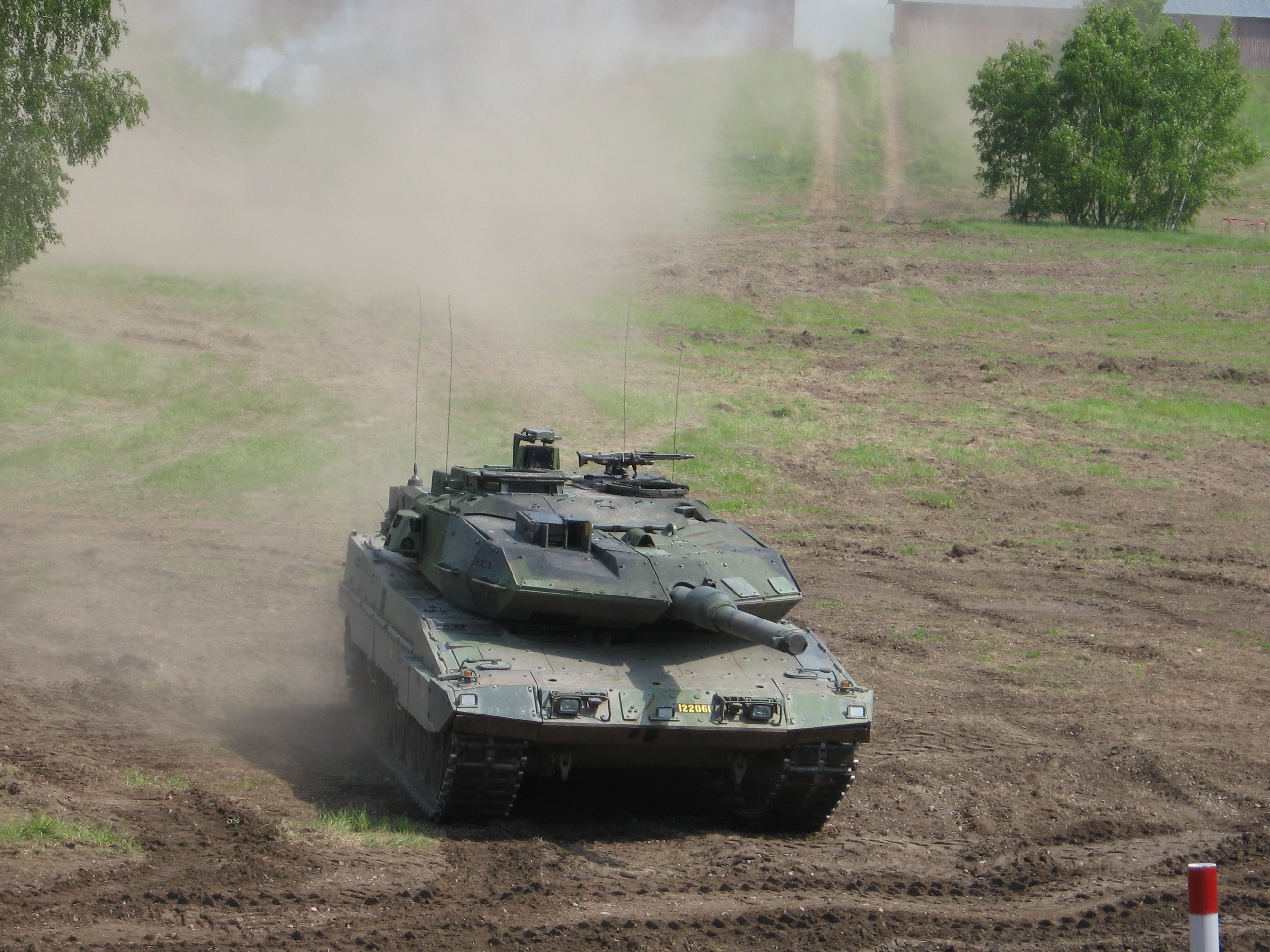
Carro de combate Stridsvagn 122

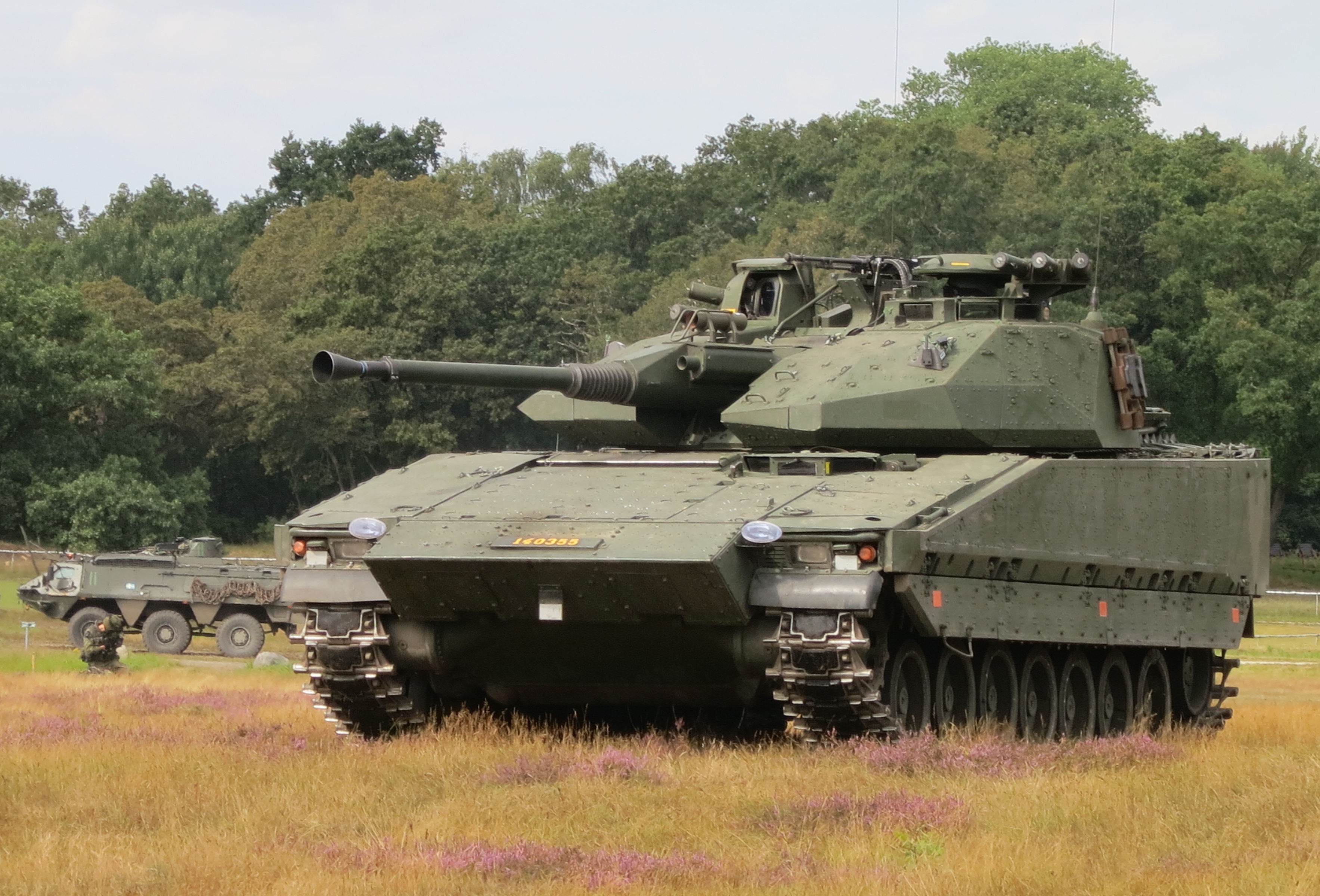
Carro de combate Stridsfordon 90

É constituído pelo Batalhão de Carros Blindados em Boden, pelo Batalhão de Caçadores Especiais destacado em Arvidsjaur e por uma Unidade de Inverno em Boden e Arvidsjaur, além de outras unidades.
Este regimento está vocacionado para o combate terrestre - em condições geográficas e climáticas difíceis - com carros blindados e caçadores especiais.

Está equipado com carros de combate Stridsvagn 122 e Stridsfordon 90, e com veículos blindados de transporte todo-o-terreno Bandvagn 309.

O pessoal do regimento é constituído por 477 oficiais profissionais, 913 sargentos e praças, 101 funcionários civis e 633 oficiais da reserva.